# Jen Tullock
Pour les articles homonymes, voir Tullock.
Jen Tullock (née en 1983) est une actrice et écrivaine américaine. Elle est surtout connue pour ses rôles de Devon Scout-Hale dans la série dramatique Severance et Anita St. Pierre dans la série dramatique historique Perry Mason. Elle est également connue pour avoir joué et co-écrit le film comique dramatique de 2019 Before You Know It (en).

## Enfance
Tullock est née le 4 juillet 1983 à Louisville, Kentucky. Son père a été policier, puis agent de sécurité. Sa mère est une artiste chrétienne. Elle a un frère cadet, Ryan, musicien et compositeur professionnel à Nashville, et bassiste du groupe indépendant Tennis. Elle grandit à Jeffersontown et Crescent Hill (en). Elle fréquente la Christian Academy of Louisville, mais pour sa dernière année d'école, elle fréquente l'Eastern High School. Après avoir obtenu son diplôme d'études secondaires, elle étudie à l'université Millikin (en) et y obtient en 2006 un BFA en théâtre. 

## Carrière
Tullock déménage à Brooklyn en 2007 où elle travaille comme actrice de théâtre et écrivaine. Elle pratique également l'improvisation, réalise des one-woman shows, réalise des doublages et des publicités. Elle joue dans des pièces de théâtre à Chicago et à New York, notamment lors de la première mondiale de On the Head of a Pin de Frank Winter au 59E59 St. Theatre (en) . 
La série comique de Tullock, Disengaged, est diffusée sur Super Deluxe (en). Elle écrit et joue dans son court métrage Partners, présenté en première au Sundance Film Festival 2016, et apparaît dans la comédie dramatique de 2019 Before You Know It (en) . Elle crée également Eggshell: Fantasy & Fragility in America, une série de vignettes satiriques dans lesquelles Tullock incarne différents personnages, principalement des femmes blanches de banlieue, qui partagent peut-être un peu trop d'elles-mêmes sur les réseaux sociaux. 
En 2022, Tullock commence à jouer le rôle de Devon Scout-Hale dans la série dramatique Severance.

## Vie privée
Tullock est ouvertement queer. 

## Filmographie

### Films
| Année | Titre                                 | Rôle                 | Remarques                                          |
| ----- | ------------------------------------- | -------------------- | -------------------------------------------------- |
| 2013  | King Theodore Live                    | Gof                  | Court métrage                                      |
| 2014  | Jammed                                | Camera Snob / Hippie |                                                    |
| 2015  | Partners                              | Leigh                | Court métrage; également scénariste et productrice |
| 2015  | Henry                                 | Henry                | Court métrage                                      |
| 2015  | Fils                                  | Gigi                 | Court métrage; également écrivain et producteur    |
| 2015  | Base                                  | Karen                | Court métrage                                      |
| 2016  | When the Wrong Words Come Out         | Marie                | Court métrage; également réalisateur et scénariste |
| 2016  | Eat Prey                              | Marina               | Court métrage                                      |
| 2017  | Hoof                                  | Eva Ward             | Court métrage; également producteur                |
| 2018  | 6 Balloons                            | Bianca               |                                                    |
| 2018  | Red Light                             | Ruth                 | Court métrage                                      |
| 2019  | Before You Know It                    | Jackie Gurner        | Egalement écrivain                                 |
| 2019  | Long Time Listener, First Time Caller | Debbie               | Court métrage                                      |
| 2022  | Spirited : L'Esprit de Noël           | Wendy                |                                                    |
| 2022  | Love, Me                              | Trish                | Court métrage; également producteur                |
| 2023  | Cora Bora (en)                        |                      |                                                    |

### Télévision
| Année        | Titre                    | Rôle                      | Remarques                                                    |
| ------------ | ------------------------ | ------------------------- | ------------------------------------------------------------ |
| 2015         | Lofty Dreams             | Chlois                    | 2 épisodes                                                   |
| 2015-2016    | Disenganged              | Sydney                    | Le rôle principal; également écrivain et producteur exécutif |
| 2016         | Casual                   | Diane                     | Épisode : "Trivial Pursuit"                                  |
| 2016         | Roadies                  | Logan la fille à la gomme | Episode: "The Corporate Gig"                                 |
| 2017         | Virtually Mike and Nora  | Sue                       | Episode: "Suicidal Deer"                                     |
| 2017         | Budding Prospects        | Marthe                    | Téléfilm                                                     |
| 2017         | Larry et son nombril     | Brunch Parton #3          | Épisode : « Never Wait for Seconds! »                        |
| 2017         | SMILF                    | Morgan                    | Episode : "Family-Sized Popcorn & a Can of Wine"             |
| 2018         | Porte n°1                | Margo                     | Episode: "Ten Year"                                          |
| 2019         | Bless This Mess (en)     | Monique                   | Épisode : "Pilote"                                           |
| 2019         | Best-seller              | Cindy Silver              | Épisode : "Pilote"                                           |
| 2019         | The Coop                 | Iwona                     | Le rôle principal; aussi écrivain                            |
| 2022-présent | Severance                | Devon Scout-Hale          | Le rôle principal                                            |
| 2023         | The L Word: Generation Q | Kimmy                     | Episode: "Regard vers l'avenir"                              |
| 2023         | Perry Mason              | Anita Saint-Pierre        | 7 épisodes                                                   |

## Récompenses et nominations
| Année | Association                                          | Catégorie                                                                                     | Œuvre nommée             | Résultat | Ref. |
| ----- | ---------------------------------------------------- | --------------------------------------------------------------------------------------------- | ------------------------ | -------- | ---- |
| 2016  | Festival du film indépendant de New York (en)        | Meilleure actrice                                                                             | Lauréate                 | [ 7 ]    |      |
| 2022  | Peabody Awards                                       | Divertissement                                                                                | Severance\| Lauréate     | [ 8 ]    |      |
| 2023  | Prix de la Guilde des acteurs de l'écran             | Performance exceptionnelle d'un ensemble dans une série dramatique\| Nommée                   | Severance\| Lauréate     | [ 9 ]    |      |
| 2023  | Prix de l'Association des critiques d'Hollywood (en) | Meilleure actrice dans un second rôle dans une chaîne de diffusion ou une série câblée, drame | Perry Mason\| En attente | [ 10 ]   |      |